# Malayagiri
Malayagiri är ett berg i Indien.   Det ligger i distriktet Angul District och delstaten Odisha, i den östra delen av landet, 1 100 km sydost om huvudstaden New Delhi. Toppen på Malayagiri är 1 187 meter över havet.
Terrängen runt Malayagiri är varierad. Malayagiri är den högsta punkten i trakten. Runt Malayagiri är det ganska tätbefolkat, med 72 invånare per kvadratkilometer. Omgivningarna runt Malayagiri är en mosaik av jordbruksmark och naturlig växtlighet.